# مرکز خلیج آدلاید
مرکز خلیج آدلاید (به انگلیسی: Bay Adelaide Centre)، مجتمع اداری واقع در تورنتو، انتاریو، کانادا است.
مرحله اول، یک آسمان خراش ۵۱ طبقه موسوم به "خلیج آدلاید غرب"، در ژوئیه ۲۰۰۹ به پایان رسید. در مرحله دوم، ۴۴ طبقه "خلیج آدلاید شرق"، در دست ساخت است و انتظار می‌رود که در سال ۲۰۱۵ یا اوایل ۲۰۱۶ به پایان برسد.

## ساختار قبلی
این برج از آخرین مجموعه‌ای از پروژه‌های ساخت و ساز در مرکز شهر تورنتو است که این ساخت و سازهای عظیم از سال ۱۹۸۰ رونق داشتند. زمانی که تعدادی از برج‌های عظیم مانند اسکوشیا پلازا در این نزدیکی ساخته شدند. این پروژه، پروژه‌ای مشترک بین خواص مارک برو و تریزهان بود. ۵۷ طبقه اداری از برج در گوشه‌ای از خلیج ساخته شده و آدلاید در قلب منطقه مالی تورنتو ساخته می‌شود، با هزینه‌ای بالغ بر یک بیلیون دلار.
این ساختمان باعث اختلاف نظر در میان کسانی است که مخالف نصب این سازه عظیم هستند. ارتفاع این برج به مراتب بالاتر از طرح رسمی است که در قوانین به آن اجازه ساخت می‌دهند. برای به دست آوردن تأیید مسوولین مربوطه، توسعه دهندگان متعهد حدود ۸۰ میلیون دلار برای مسکن اجتماعی جدید و پروژه‌های دیگر به شهرداری پرداخت کرده‌اند. بخشی از سایت مورد نظر در شهر برای استفاده به عنوان یک پارک در نظر گرفته شده که در حال حاضر به ابر باغ تبدیل شده‌است. هر دو این معاملات رو به پیشرفت هستند با وجود اینکه برج هنوز تکمیل نشده‌است.
ساخت و ساز در سال ۱۹۹۰ آغاز شد، اما توسعه دهندگان به زودی با مشکلات مواجه شدند. اقتصاد را به رکود رفت و تورم در تورنتو به ۲۰٪ افزایش یافت. ساخت و ساز، متوقف شد و در سال ۱۹۹۳، با پرداخت بیش از ۵۰۰ میلیون دلار سرمایه‌گذاری، این پروژه به‌طور دائم در انتظار نگه داشته شد. تمام قسمت‌هایی از ساختمان که کامل شده بود شامل پارکینگ زیرزمینی و چند طبقه بتن ریزی است که از سال ۱۹۹۱ به بعد متوقف شده بود و به عنوان یک بنای تاریخی شکست خورده در مرکز شهر تورنتو بود. قسمتی که بتن ریزی شده بود به عنوان مکان امن و پناهگاه و برای تأمین امنیت مردم شناخته می‌شد. قسمت پارکینگ در عمل بود، و به عنوان یک سطح که در آن برای تبلیغات استفاده می‌شد، مورد استفاده قرار گرفت.
در نمای بیرونی از سال ۱۹۹۶، از ساختمان به عنوان یک کلوپ شبانه با صحنه باز استفاده می‌شد و فیلم کمدی مغز آب نبات در آنجا نمایش داده شد.
چندین تلاش برای احیای این پروژه وجود داشت. در سال ۱۹۹۸ تریزهان به‌طور مختصرآن را احیا کرد، اما تغییر دیگری در اقتصاد ایجاد شد که دوباره پروژه را متوقف کرد. در سال ۲۰۰۰ مجدداً صحبت از احیای پروژه شد، اما در سال بعد تریزهان ۵۰ درصد از سهم خود را به خواص بروکفیلد فروخت، با ۴۹ میلیون دلار. بروکفیلد به تکمیل ساختار ساختمان با ارتفاع کوچکتر از ۴۰ یا ۵۰ طبقه متعهد شد، اما سال بعد مجدداً اقتصاد دچار تورم شد و پروژه متوقف شد.

## برنامه‌های جاری
در اکتبر ۲۰۰۵، برنامه با شهر تورنتو به توسعه مالکیت ادغام شد. نشانه‌های اطلاعات (با توجه به اصلاح توسط قانون تنظیم منطقه بندی) در خیابان خلیج بین ۳۴۷ خلیج و ۳۵۵ خلیج قرار داده شد، هر دو منطقه مربوط به خواص بروکفیلد بودند. مورد قابل توجه این بود که در کوتاه مدت، سه استفاده از برج‌های بلند اطراف میدان شهری که قرار است ساخته شوند به عموم مردم اطلاع داده می‌شود. برج پس از آن که مجدد برنامه‌ریزی شده بود برای تغییر در اندازه ۴۳-۵۰ طبقه و شامل تراکم کل ۲۴۰۳۹۶ متر مربع (۲۵۸۷۶۰۰ فوت مربع) آماده بود. خواص بروکفیلد، با KPMG و GOODMANS به عنوان پیمانکار برای برج اول، و با Fasken Martineau و Heenan Blaikie برای خلیج غربی آدلاید قرارداد امضا کردند و به آن‌ها در ساختمان اقامت دادند.
در ژوئن ۲۰۰۶، هر دو ساختمان در خیابان خلیج از مستاجران خالی شد و در ۱۱ دسامبر ۲۰۰۶، هر دو ساختمان با نمای شمال و نمای غرب آن از نمای ساختمان ملی برای الحاق به حذف ساختمان‌های جدید در نظر گرفته شده بود. ساختمان ملی به تازگی به ساختمان میراث فرهنگی در قانون میراث انتاریو (قسمت چهارم) تعیین شده‌است. در دسامبر ۲۰۰۶، بتن ریزی و اسکلت بندی ساختمان کامل شد.
در پاییز ۲۰۰۷ ساخت تونل PATH از شمال استان پلازا از طریق مرکز خلیج آدلاید آغاز شده‌است.
خلیج آدلاید غرب در سال ۲۰۰۹ در ۵۱ طبقه به پایان رسید.
در ژوئن ۲۰۱۲، بروکفیلد اعلام کرد که برنامه‌ریزی برای آغاز ساخت و ساز از خلیج آدلاید شرق در ۴۴ طبقه و ۹۱۰۴۵ متر مربع (۹۸۰۰۰۰ فوت مربع)، با Deloitte به عنوان پیمانکار آغاز شده‌است. توسعه خلیج آدلاید شمالی، که متشکل از ۴۶۴۵۰ متر مربع (۵۰۰۰۰۰ فوت مربع) است، هنوز اعلام نشده‌است.

## طراحی پایدار
ساختمان، مدرک طلایی لید (رهبری در طراحی انرژی و محیط زیست) را برای پایداری زیست محیطی این پروژه را به دست‌آورد و توانست حدود ۴۰٪ صرفه جویی انرژینسبت به ساختمان‌های دیگر تولید کند.
سیستم درجه بندی LEED شامل این موارد است: ساختمان‌های پیشرو که ترکیب طراحی و ساخت و ساز را به رسمیت می‌شناسد و شیوه‌های عملیاتی که ترکیب سالم، با کیفیت بالا و کارایی بالا را به ارمغان می‌آورند و از مزایای آن‌ها کاهش اثرات زیست محیطی است.